# میخل زالونی
میخل زالونی (هلندی: Michel Zanoli; ۱۰ ژانویهٔ ۱۹۶۸ – ۲۹ دسامبر ۲۰۰۳) دوچرخه‌سوار اهل هلند بود.